# Let It Go!
«Let It Go!» es el segundo sencillo oficial del actor y cantautor canadiense Drew Seeley, de su álbum The Resolution, lanzado en el 2011.

## Información
La canción fue compuesta por Drew Seeley y Justin Gray, y producida por este último.
Apareció primeramente en el EP de Seeley The Resolution - Act 2, como parte de la promoción del lanzamiento oficial del álbum The Resolution.

### Lista de canciones
| Descarga digital |              |          |  |
| N.º              | Título       | Duración |  |
| 1.               | «Let It Go!» | 5:20     |  |

## Video
No se lanzó un video oficial para el sencillo, solamente se lanzó un video con la carátula de éste en la página oficial de Seeley en YouTube.